# Andreas Ravelli
Andreas Ravelli (Vimmerby, 13 agosto 1959) è un ex calciatore svedese.

## Biografia
Nato in una famiglia di ascendenze austriache e italiane, ha giocato come difensore negli anni ottanta e novanta. Suo fratello gemello Thomas è stato un calciatore professionista, nel ruolo di portiere, e vantava il record di presenze nella nazionale svedese fin quando non è stato superato dal centrocampista Anders Svensson.

## Carriera

### Club
Andreas Ravelli è stato in attività tra il 1977 e il 1996 ed ha giocato nel campionato svedese con Öster – con cui ha vinto tre titoli nazionali – e IFK Göteborg.

### Nazionale
Ha giocato in nazionale tra il 1981 e il 1989, totalizzando 42 apparizioni e siglando 2 reti.

## Palmarès

### Club
- Campionato svedese: 3

Öster: 1978, 1980, 1981